# Ribiers
Ribiers ist eine ehemalige französische Gemeinde mit zuletzt 811 Einwohnern (Stand: 2013) im Département Hautes-Alpes in der Region Provence-Alpes-Côte d’Azur. Sie gehörte zum Arrondissement Gap und zum Kanton Laragne-Montéglin. Die Bewohner nennen sich die Ribierois.
Mit Wirkung vom 1. Januar 2016 wurden die ehemaligen Gemeinden Antonaves, Châteauneuf-de-Chabre und Ribiers zu einer Commune nouvelle mit dem Namen Val Buëch-Méouge zusammengelegt.

## Geografie
Ribiers befindet sich im Bereich der Seealpen auf 519 m. Neben der Hauptsiedlung gibt es auch die Weiler L’Adrech, La Flogère, Plaugiers, Franchironnette, Les Chabanons, La Marmotte, Les Autarets, Saint-Auberts und Les Eymarrons. Der Gebirgsfluss Buëch verläuft in dem Gebiet, kurz bevor er in die Durance mündet. 

## Bevölkerungsentwicklung
| Jahr      | 1962 | 1968 | 1975 | 1982 | 1990 | 1999 | 2008 | 2012 |
| --------- | ---- | ---- | ---- | ---- | ---- | ---- | ---- | ---- |
| Einwohner | 485  | 481  | 533  | 592  | 637  | 677  | 777  | 895  |